# Šišák vroubkovaný

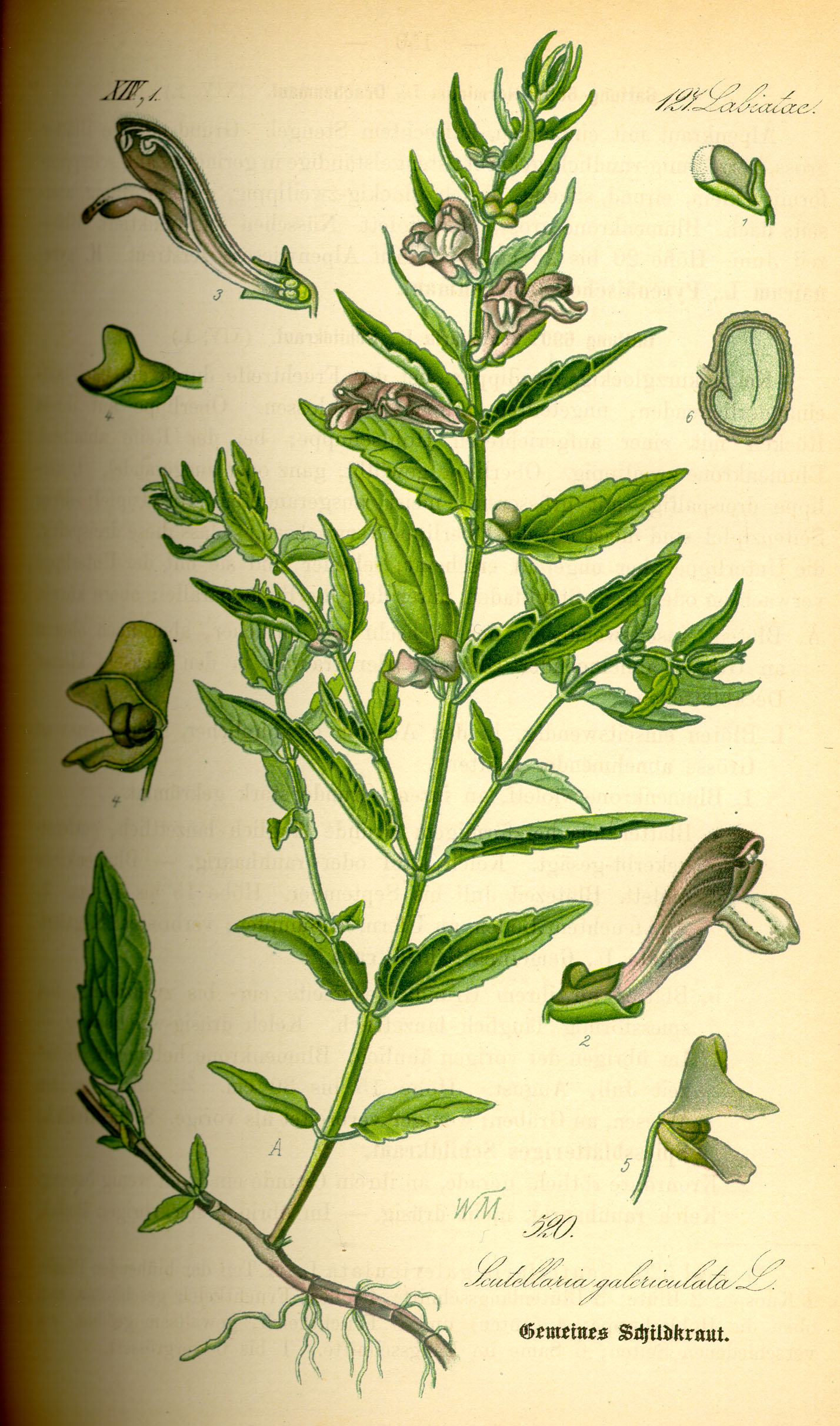
Nákres byliny

Šišák vroubkovaný (Scutellaria galericulata) je vytrvalá, až půl metru vysoká, planě rostoucí rostlina vlhkých míst, která od června do září kvete modrofialovými květy. Je nejhojněji se vyskytujícím druhem rodu šišák rostoucím na území České republiky. Byť se dříve ojediněle používal v lidovém léčitelství, nyní je bez ekonomického významu.

## Rozšíření
Bylina vyrůstá v mírném až subarktickém podnebném pásmu severní polokoule. Je rozšířena, vyjma Islandu, severu Skandinávie a jihu Středozemí, v celé Evropě. Východním směrem je pak původním druhem v oblasti Kavkazu a nedalekém Íránu, téměř po celé Střední Asií, na severozápadě Číny a v přiléhajícím Mongolsku a hlavně ruské západní i východní Sibiři. Také je hojná v Severní Americe, kde roste od Aljašky přes celou Kanadu a skrz Spojené státy téměř až po hranice s Mexikem. Není známa v nedalekém Grónsku.
V České republice roste šišák vroubkovaný od nížin do horských poloh s kolísající intenzitou výskytu. Poměrně častý je v povodí velkých řek a rybničních oblastech s větším množstvím vodních ploch. V Čechách se nejvíce vyskytuje ve středním Polabí a jihočeských pánvích, na Moravě v úvalech. Vystupuje až do nadmořské výšky 650 m. Je vzácný až téměř chybí na sušších územích ve středních a severozápadních Čechách a na jihu a jihozápadě Moravy, stejně jako v karpatských pahorkatinách.

## Ekologie
Vlhkomilný druh rostoucí v mokřadních biotopech silně i méně zaplavovaných, na březích stojatých i tekoucích vod, po okrajích rybníků a na přechodně zaplavovaných loukách, v křovinách, rákosinách a mokřadních olšinách, na lesních prameništích i ve vlhkých příkopech. Roste na minerálně bohatých, občas zrašeliněných půdách s vyšším obsahem humusu, které jsou mírně zásadité až mírně kyselé a mohou být částečně přeplavované.

## Popis
Vytrvalá bylina se čtyřhrannou, přímou nebo krátce vystoupavou lodyhou vysokou 20 až 50 cm vyrůstající z plazivého oddenku. Lodyha bývá jednoduchá nebo v horní části rozvětvená, řídce chlupatá a vespod mívá nafialovělý odstín. Vstřícně vyrůstající listy s krátkými řapíky mají čepele eliptické až kopinaté, 2,5 až 5,5 cm dlouhé a 1 až 2 cm široké, u báze srdčité a na konci tupě špičaté, po obvodě vroubkované, na horní straně lysé a vespod na žilnatině kratičce chlupaté. V horní části přecházejí listy do vzhledově podobných listenů.
Oboupohlavné, nevonné květy na krátkých stopkách vyrůstají obvykle po dvou z úžlabí listenů a vytvářejí řídká květenství, jednostranné lichoklasy. Krátce zvonkovitý, vytrvalý, dvoupyský kalich má na horním pysku tmavě fialový, za plodu se zvětšující miskovitý výrůstek (štítek). Dvoupyská koruna, dlouhá 1 až 2 cm, má vespod prohnutou trubku nápadně vyčnívající z kalichu. Horní modrofialový pysk je třílaločný, horní lalok je vyklenutý a boční otočené dopředu, spodní o něco světlejší pysk je nedělený, okrouhlý, vpředu mírně vykrojený a má tmavou kresbu. Květenství bývají vybarvená s různou intenzitou. V květu jsou čtyři tyčinky, přední (spodní) pár je o málo delší než zadní a jejich prašníky mají jen po jednom prašném váčku. Svrchní semeník je složen ze dvou plodolistů. Ploidie druhu je 2n = 30.
Protandrické květy rozkvétají v červnu až září a bývají opylovány motýly a blanokřídlými. Po odpadnutí korunních lístků se kališní pysky přitlačí k sobě a uzavřou dozrávající tvrdky. Po jejich uzrání se pysky znovu rozevřou, aby tvrdky mohly vypadnout. Tvrdky bývají dvě, jsou asi 1 mm velké, mají vejčitý tvar a světle hnědou barvu.

## Galerie

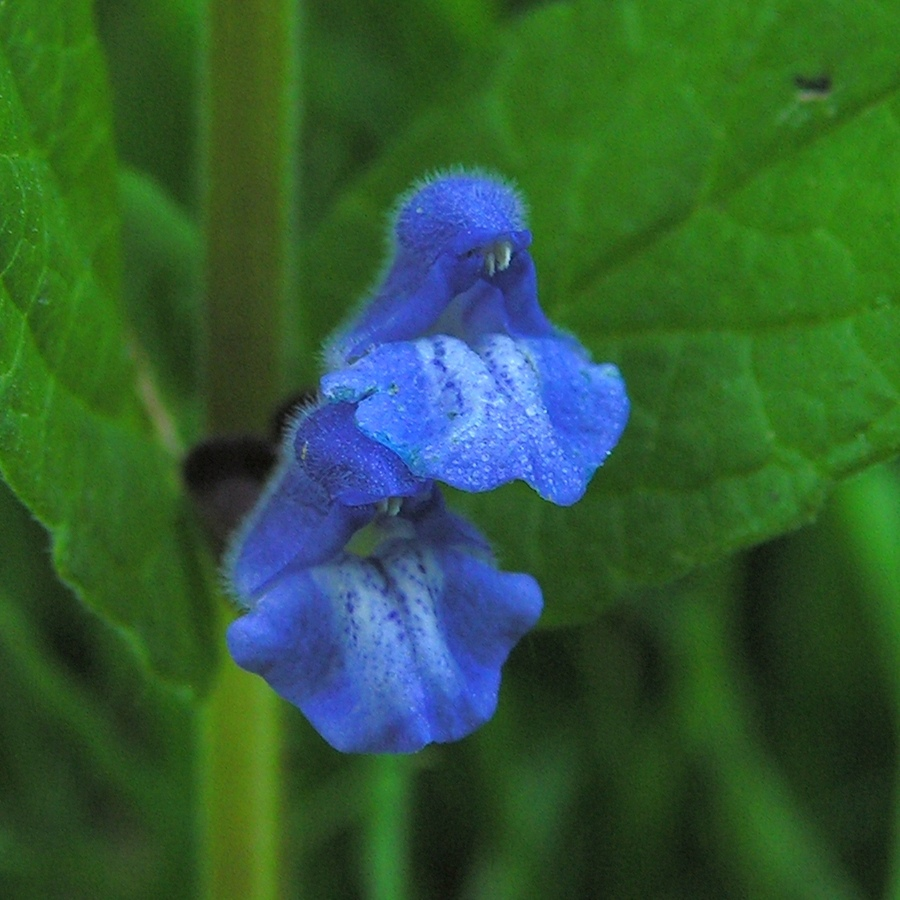
Květy
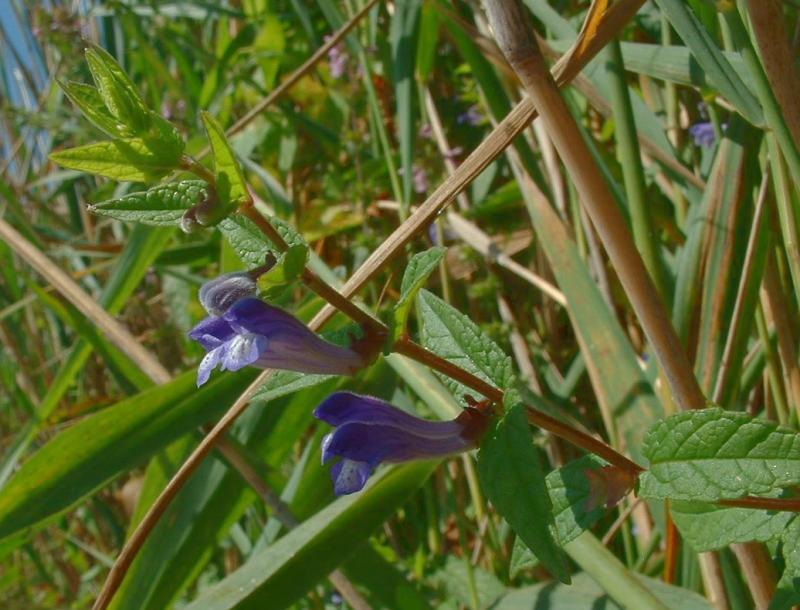
Korunní trubky
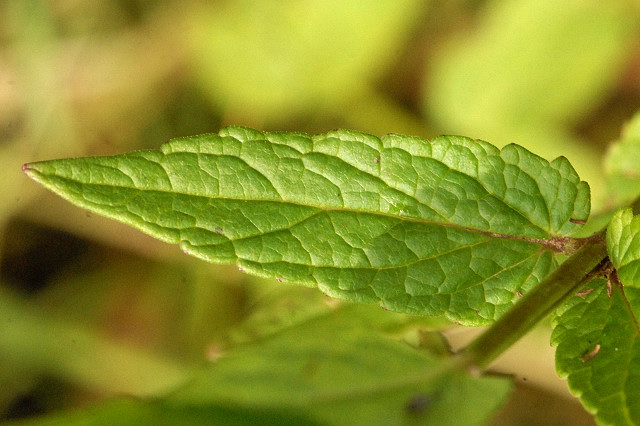
List